# L-lizin 6-transaminaza
L-lizin 6-transaminaza (EC 2.6.1.36, lizinska 6-aminotransferaza, lizinska epsilon-aminotransferaza, lizinska epsilon-transaminaza, lizin:2-ketoglutarat 6-aminotransferaza, -lizin-alfa-ketoglutaratna aminotransferaza, -lizin-alfa-ketoglutaratna 6-aminotransferaza) je enzim sa sistematskim imenom L-lizin:2-oksoglutarat 6-aminotransferaza. Ovaj enzim katalizuje sledeću hemijsku reakciju
-lizin + 2-oksoglutarat {\displaystyle \rightleftharpoons } (S)-2-amino-6-oksoheksanoat + L-glutamat
Ovaj enzim je piridoksal-fosfatni protein. Produkt (L-alizin) se konvertuje u intramolekuski dehidriranu formu, (S)-2,3,4,5-tetrahidropiridin-2-karboksilat.

## Literatura
- Nicholas C. Price; Lewis Stevens (1999). Fundamentals of Enzymology: The Cell and Molecular Biology of Catalytic Proteins (Third изд.). USA: Oxford University Press. ISBN 019850229X.
- Eric J. Toone (2006). Advances in Enzymology and Related Areas of Molecular Biology, Protein Evolution (Volume 75 изд.). Wiley-Interscience. ISBN 0471205036.
- Branden C; Tooze J. Introduction to Protein Structure. New York, NY: Garland Publishing. ISBN 0-8153-2305-0.
- Irwin H. Segel. Enzyme Kinetics: Behavior and Analysis of Rapid Equilibrium and Steady-State Enzyme Systems (Book 44 изд.). Wiley Classics Library. ISBN 0471303097.

## Spoljašnje veze
- L-lysine+6-transaminase на 